# Maratona aquática no Campeonato Mundial de Esportes Aquáticos de 2024 - 10 km masculino

Os 10 km da maratona aquática masculina da maratona aquática no Campeonato Mundial de Esportes Aquáticos de 2024 foi realizada nos dia 4 de fevereiro de 2024 em Doha, no Catar.

## Cronograma
Todos os horários estão na hora local (UTC+3).
| Data           | Hora  | Evento |
| -------------- | ----- | ------ |
| 4 de fevereiro | 10:30 | Final  |

## Medalhistas
| Ouro                        | Prata                         | Bronze                       |
| Kristóf Rasovszky · Hungria | Marc-Antoine Olivier · França | Hector Pardoe · Grã-Bretanha |

## Resultados
A prova foi realizada no dia 4 de fevereiro às 10:30. 
| Pos.              | Nadador                     | Nacionalidade        | Tempo     |
| ----------------- | --------------------------- | -------------------- | --------- |
| Medalha de ouro   | Kristóf Rasovszky           | Hungria              | 1:48:21.2 |
| Medalha de prata  | Marc-Antoine Olivier        | França               | 1:48:23.6 |
| Medalha de bronze | Hector Pardoe               | Grã-Bretanha         | 1:48:29.2 |
| 4                 | Logan Fontaine              | França               | 1:48:29.5 |
| 5                 | Nicholas Sloman             | Austrália            | 1:48:29.6 |
| 6                 | Dávid Betlehem              | Hungria              | 1:48:29.9 |
| 7                 | Domenico Acerenza           | Itália               | 1:48:30.4 |
| 8                 | Dario Verani                | Itália               | 1:48:30.8 |
| 9                 | Kyle Lee                    | Austrália            | 1:48:31.2 |
| 10                | Matan Roditi                | Israel               | 1:48:31.7 |
| 11                | Oliver Klemet               | Alemanha             | 1:48:32.3 |
| 12                | David Farinango             | Equador              | 1:48:34.4 |
| 13                | Athanasios Kynigakis        | Grécia               | 1:48:34.6 |
| 14                | Ivan Puskovitch             | Estados Unidos       | 1:48:54.4 |
| 15                | Toby Robinson               | Grã-Bretanha         | 1:48:54.7 |
| 16                | Jan Hercog                  | Áustria              | 1:48:58.7 |
| 17                | Martin Straka               | Chéquia              | 1:48:58.8 |
| 18                | Paulo Strehlke              | México               | 1:49:05.9 |
| 19                | Michael Brinegar            | Estados Unidos       | 1:49:18.8 |
| 20                | Piotr Woźniak               | Polónia              | 1:49:45.5 |
| 21                | Matěj Kozubek               | Chéquia              | 1:49:47.3 |
| 22                | Esteban Enderica            | Equador              | 1:49:53.5 |
| 23                | TTiago Campos               | Portugal             | 1:49:54.5 |
| 24                | Guillem Pujol               | Espanha              | 1:49:55.5 |
| 25                | Taishin Minamide            | Japão                | 1:49:57.2 |
| 26                | Diogo Cardoso               | Portugal             | 1:49:58.2 |
| 27                | Emir Batur Albayrak         | Turquia              | 1:49:58.6 |
| 28                | Cho Cheng-chi               | Taipé Chinesa        | 1:49:58.7 |
| 29                | Florian Wellbrock           | Alemanha             | 1:49:59.0 |
| 30                | Lucas Alba                  | Argentina            | 1:50:08.5 |
| 31                | Eric Hedlin                 | Canadá               | 1:50:17.9 |
| 32                | Juan Morales                | Colômbia             | 1:50:43.8 |
| 33                | Logan Vanhuys               | Bélgica              | 1:51:25.0 |
| 34                | Henrique Figueirinha        | Brasil               | 1:51:43.7 |
| 35                | Franco Cassini              | Argentina            | 1:52:08.6 |
| 36                | Hau-Li Fan                  | Canadá               | 1:52:08.7 |
| 37                | Ido Gal                     | Israel               | 1:52:08.7 |
| 38                | Pedro Farias                | Brasil               | 1:52:10.9 |
| 39                | William Yan Thorley         | Hong Kong            | 1:52:11.5 |
| 40                | Johndry Segovia             | Venezuela            | 1:52:14.1 |
| 41                | Bartosz Kapała              | Polónia              | 1:53:47.4 |
| 42                | Christian Schreiber         | Suíça                | 1:53:48.0 |
| 43                | Asterios Daldogiannis       | Grécia               | 1:53:51.7 |
| 44                | Adrián Ywanaga              | Peru                 | 1:53:54.6 |
| 45                | Kaiki Furuhata              | Japão                | 1:53:58.5 |
| 46                | Burhanettin Hacı Sağır      | Turquia              | 1:54:00.3 |
| 47                | Ratthawit Thammananthachote | Tailândia            | 1:54:02.0 |
| 48                | Phillip Seidler             | Namíbia              | 1:54:04.2 |
| 49                | Artyom Lukasevits           | Singapura            | 1:54:05.0 |
| 50                | Jaan Pasko                  | Estónia              | 1:54:05.3 |
| 51                | Zhang Jinhou                | China                | 1:54:06.0 |
| 52                | Théo Druenne                | Mónaco               | 1:54:20.8 |
| 53                | Henre Louw                  | África do Sul        | 1:54:33.1 |
| 54                | Park Jae-hun                | Coreia do Sul        | 1:54:33.9 |
| 55                | Aflah Fadlan Prawira        | Indonésia            | 1:54:33.9 |
| 56                | Oh Se-beom                  | Coreia do Sul        | 1:54:34.5 |
| 57                | Nik Peterlin                | Eslovênia            | 1:54:34.9 |
| 58                | Ruan Breytenbach            | África do Sul        | 1:54:41.2 |
| 59                | Lev Cherepanov              | Cazaquistão          | 1:55:24.7 |
| 60                | Daniel Delgadillo           | México               | 1:57:05.0 |
| 61                | Marin Mogić                 | Croácia              | 1:58:08.3 |
| 62                | Diego Dulieu                | Honduras             | 1:58:51.5 |
| 63                | Liu Peixin                  | China                | 1:59:41.7 |
| 64                | Jeison Rojas                | Costa Rica           | 2:00:09.6 |
| 65                | Maximiliano Paccot          | Uruguai              | 2:01:03.5 |
| 66                | Anurag Singh                | Índia                | 2:01:42.0 |
| 67                | Jamarr Bruno                | Porto Rico           | 2:01:52.5 |
| 68                | Keith Sin                   | Hong Kong            | 2:02:12.3 |
| 69                | Daniil Androssov            | Cazaquistão          | 2:03:37.2 |
| 70                | Diego Vera                  | Venezuela            | 2:06:09.9 |
| 71                | Ilias El Fallaki            | Marrocos             | 2:07:31.0 |
| 72                | Cho Pei-chi                 | Taipé Chinesa        | 2:07:35.8 |
| 73                | Navaphat Wongcharoen        | Tailândia            | 2:09:34.0 |
| 74                | Santiago Reyes              | Guatemala            | 2:09:54.0 |
| 75                | Rayven de los Santos        | República Dominicana | 2:12:53.9 |
| 76                | Juan Nuñez                  | República Dominicana | 2:13:40.5 |
| 77                | Sheldon Tan                 | Singapura            | 2:14:57.3 |
| 78                | Alejandro Plaza             | Bolívia              | OTL       |
| 78                | Christian Bayo              | Porto Rico           | DNF       |